# Massimo Maria Berruti
Massimo Maria Berruti (Lagonegro, 1º maggio 1949 – Roma, 8 gennaio 2018) è stato un politico e militare italiano della Guardia di Finanza.

## Biografia
È stato inizialmente capitano della Guardia di Finanza nel nucleo speciale di polizia valutaria In tale veste, nel 1979 condusse un'ispezione per un'evasione di 5 miliardi, presso la Edilnord di Silvio Berlusconi. I finanzieri dovevano verificare perché il Cavaliere avesse prestato fideiussioni personali in favore dell'Edilnord e della Sogeat, i cui capitali erano controllati da misteriosi soci svizzeri. Berlusconi disse, mentendo, di essere un semplice consulente dell'Edilnord, e di occuparsi soltanto della progettazione e della direzione generale di Milano 2 (mentre in realtà era il proprietario della società). L'indagine finì nel nulla. Pochi mesi dopo, il 14 marzo 1980,
Berruti prese congedo dal Corpo della Guardia di Finanza, per iniziare a lavorare come commercialista e, in seguito, come avvocato per la Fininvest di Berlusconi, occupandosi di società estere e dei contratti dei calciatori del Milan.
Era fratello di Giuseppe Maria Berruti, ex componente del CSM, e
padre di Carlo Maria Berruti, manager di società del Ministero delle Finanze.

### Attività politica

#### Elezione a deputato
Già coinvolto marginalmente nel 1994 nella promozione di Forza Italia, nella tornata elettorale del 1996 viene eletto per la prima volta deputato, nel collegio uninominale di Luino sostenuto dal Polo per le Libertà.
Alle elezioni politiche del 2001 nuovamente eletto deputato nelle liste proporzionali di Forza Italia, nella circoscrizione Lombardia 2.
Viene rieletto anche alle politiche del 2006, sempre nelle liste di Forza Italia, e del 2008, tra le file del Popolo della Libertà.
Restò deputato fino al 2013, quando non si ricandida più in Parlamento.
Berruti era considerato politicamente vicino alle idee dell'ex ministro Claudio Scajola e dell'ex ministro Giuseppe Pisanu.

## Procedimenti giudiziari
Nel 1985 fu arrestato con l'accusa di aver intascato una tangente di 150 milioni durante un'indagine sull'Imotec (fallita nel 1981 con uno scoperto di circa 70 miliardi): condannato in primo grado, fu assolto in appello e in Cassazione.

### Procedimento per favoreggiamento
Nel 1994 Berruti finì nuovamente sotto inchiesta, stavolta accusato di favoreggiamento, per aver tentato di depistare le indagini tentando di convincere al silenzio i finanzieri arrestati nelle indagini sul caso riguardante la Fininvest. Dal processo uscì con una condanna a 10 mesi di detenzione, inflittagli in primo grado, ridotta nei gradi successivi a 8 mesi di carcere per favoreggiamento personale nei confronti di Silvio Berlusconi successivamente assolto per non aver commesso il fatto.
Durante il processo di primo grado sulle tangenti alla Guardia di Finanza, nel 1997, affermò:

### Procedimento per riciclaggio
Berruti viene accusato di riciclaggio nell'ambito del processo per i diritti televisivi e dei fondi neri Fininvest/Mediaset degli anni novanta, in cui gli sono state contestate alcune operazioni bancarie sul conto corrente Jasran della SBS-Société de Banque Suisse, a lui riconducibile, avvenute tra il 10 ottobre e il 21 novembre 1995. Per tali operazioni la Corte d'appello di Milano ha dichiarato la prescrizione del reato.
Dopo questa sentenza ci furono due appelli in Cassazione: uno del PM che contestava il metodo di calcolo utilizzato dalla Corte d'appello nel determinare i termini di prescrizione, un altro dello stesso imputato per ottenere l'assoluzione con formula piena. La Cassazione respinse il ricorso dell'imputato e accolse quello della Procura di Milano, fissando al 27 febbraio 2011 i termini per la prescrizione del reato contestato. In base a questo verdetto il processo riprese.
Il 23 febbraio 2011, il PG Laura Bertolè Viale chiese la condanna a tre anni di carcere e al pagamento di 6 000 euro di multa. Il giorno successivo la Corte d'appello di Milano condannò Berruti a 2 anni e 10 mesi di reclusione per riciclaggio nel processo milanese d'appello sui presunti fondi neri Mediaset.
Il 1º febbraio 2012 la Cassazione dichiarò il reato commesso ma prescritto.